# قصعين زاحف
قصعين زاحف (الاسم العلمي: Salvia repens) هو نوع نباتي يتبع جنس القصعين من فصيلة الشفوية.